# Paul Verhoeven (Regisseur, 1901)
Paulus Joseph „Paul“ Verhoeven (* 23. Juni 1901 in Unna; † 22. März 1975 in München) war ein deutscher Schauspieler, Regisseur, Theaterdirektor und Autor.

## Leben
Verhoeven wuchs als Sohn eines Fuhrunternehmers in einfachen Verhältnissen auf und hatte dreizehn Geschwister. Nach seinem Realschulabschluss wollte er zunächst Architekt werden und besuchte eine Kunstgewerbeschule, ließ sich dann aber von einem Freund überreden, es mit der Schauspielerei zu versuchen. Nach seinem Debüt in München spielte er unter anderem in Dresden, Wien und Frankfurt am Main, wobei er schon früh als Regieassistent Erfahrungen sammelte. In den 1930er Jahren wurde er zu einem erfolgreichen Schauspieler und Regisseur im Theater. 1935 schrieb er – zusammen mit Toni Impekoven – das Libretto zu dem musikalischen Lustspiel Das kleine Hofkonzert von Edmund Nick, welches nur ein Jahr später verfilmt wurde. Auch entstanden vier Hörspielfassungen unter der Regie von Gustav Burmester (NWDR 1948), Heinz-Günter Stamm (BR 1952 und 1964) sowie von Ferry Bauer (ORF Oberösterreich 1969).
Ab 1935 arbeitete Verhoeven als angesehener Theaterregisseur am Deutschen Theater in Berlin. Zugleich stieg er Mitte der 1930er Jahre ins Filmgeschäft ein: 1936 gab er sein Spielfilmdebüt als Barmixer Billy in Der Kaiser von Kalifornien; 1937 führte er bei seinem ersten Film Die Fledermaus, nach der gleichnamigen Operette von Johann Strauss, Regie. Bis zum Jahr 1972 drehte er über 60 weitere Film- und Fernsehproduktionen, alleine bis zum Ende des Zweiten Weltkrieges entstanden 20 Filme unter Verhoevens Regie. Das Kriegsende verlebte er mit seiner Familie auf einem Bauernhof nahe Coburg.
Von 1945 bis 1948 war Verhoeven Intendant am Bayerischen Staatsschauspiel. Später fungierte er viele Jahre als Schauspieldirektor bei den Münchener Kammerspielen. Er war dabei von einem für die Münchener Kammerspiele prägenden Realismus im Stile von Hans Schweikart beeinflusst. Neben seiner Tätigkeit als Regisseur und Autor blieb Verhoeven zugleich ein Schauspieler, der auch unter anderen Regisseuren arbeitete. Der Spiegel schrieb in seinem Nachruf auf ihn, der untersetzte Verhoeven sei nie gewesen, „was man einen Star nennt, aber die zweiten Rollen, die er spielte, hat er von aller Kraftmeierei, zu der ihn seine Statur hätte verführen können, freigehalten.“
1949 gründete er seine eigene Filmproduktionsfirma, deren erster Film Du bist nicht allein mit Carola Höhn und Peter Pasetti war. Erzählt wurde darin die Geschichte einer jungen Frau, die zusammen mit ihrem Sohn auf die Rückkehr des Kindesvaters aus dem Krieg wartete. Im folgenden Jahr drehte Verhoeven bei der DEFA mit Das kalte Herz, basierend auf dem Märchen von Wilhelm Hauff, seinen heute wohl noch bekanntesten Film. Er überstieg das sowieso aufwendige Budget noch einmal deutlich. Der Film in Agfacolor wurde ein großer Publikumserfolg und gewann später auch viel Anerkennung bei Kritikern. Später konzentrierte sich Verhoeven auf Regiearbeiten in der BRD und drehte dort mit den größten Stars, so Liselotte Pulver und O. W. Fischer bei der Heidelberger Romanze (1951), Bernhard Wicki bei der Johann-Strauss-Filmbiografie Ewiger Walzer (1954), Ruth Leuwerik und Curd Jürgens bei Die goldene Brücke (1956) und Heinz Rühmann bei Der Jugendrichter (1960). Ab den 1960er Jahren war er auch für das beliebter werdende Fernsehen als Regisseur aktiv.

## Familie und Privatleben
Verheiratet war Verhoeven mit der Schauspielerin Doris Kiesow, mit der er die Kinder Lis, Michael und Monika hatte. Er war der Vater des Filmregisseurs Michael Verhoeven und der Schauspielerin Lis Verhoeven, der Schwiegervater der Schauspieler Mario Adorf und Senta Berger sowie Großvater der Schauspieler Stella Maria Adorf, Luca Verhoeven und Simon Verhoeven. Aus der Beziehung mit der Schauspielerin Edith Schultze-Westrum entstammte der Sohn Thomas Schultze-Westrum, der Zoologe und Verhaltensforscher war.
Paul Verhoeven starb im Alter von 73 Jahren während der Gedenkfeier für die kurz zuvor verstorbene Schauspielerin Therese Giehse an Herzversagen. Er saß an einem Tisch auf der Bühne der Münchner Kammerspiele und hatte gerade die ersten Sätze ihres Nachrufs gesprochen, als er plötzlich tot zusammenbrach.

## Grabstätte

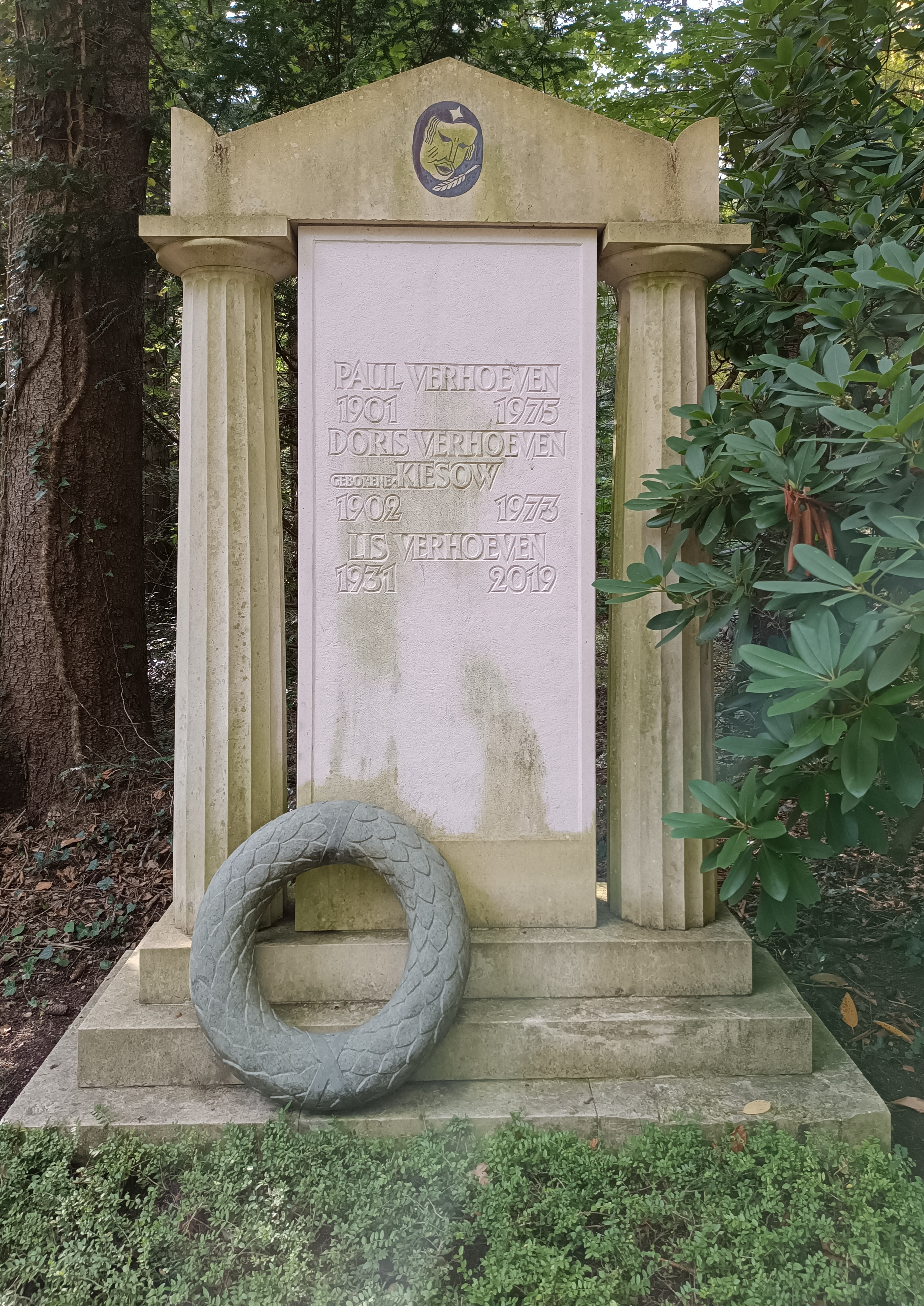
Grab von Paul Verhoeven und seiner Frau Doris auf dem Münchner Waldfriedhof

Die Grabstätte von Paul Verhoeven befindet sich auf dem Münchner Waldfriedhof (Grabnr. 95-W-3). Im Grab sind auch seine Gattin Doris (1902–1973) und die gemeinsame Tochter Lis Verhoeven (1931–2019) beigesetzt.

## Filmografie (Auswahl)
Als Regisseur, wenn nicht anders angegeben:
- 1936: Der Kaiser von Kalifornien (nur Darsteller)
- 1937: Die Fledermaus
- 1938: Es leuchten die Sterne (nur Darsteller)
- 1938: Unsere kleine Frau (auch Darsteller)
- 1939: Salonwagen E 417 (auch Darsteller)
- 1939: Gold in New Frisco
- 1940: Aus erster Ehe (indiziert)
- 1940: Die 3 Codonas (nur Darsteller)
- 1941: Jakko (nur Darsteller)
- 1942: Der große Schatten (auch Darsteller)
- 1942: Der Fall Rainer (indiziert)
- 1942/44: Philharmoniker (auch Darsteller)
- 1943: Herr Sanders lebt gefährlich (nur Darsteller)
- 1944: Das Konzert
- 1944: Das kleine Hofkonzert (auch Drehbuch)
- 1949: Du bist nicht allein (auch Drehbuch)
- 1950: Dieser Mann gehört mir
- 1950: Das kalte Herz (auch Drehbuch)
- 1951: Eva im Frack
- 1951: Heidelberger Romanze (auch Darsteller)
- 1951: Die Schuld des Dr. Homma
- 1952: Das kann jedem passieren
- 1952: Ein ganz großes Kind
- 1953: Vergiß die Liebe nicht
- 1953: Das Nachtgespenst (nur Darsteller)
- 1954: Hoheit lassen bitten (auch Drehbuch, Darsteller)
- 1954: Ewiger Walzer
- 1954: Variationen über ein Filmthema (nur Darsteller)
- 1954: Eine Frau von heute (auch Drehbuch, Darsteller)
- 1955: Ich weiß, wofür ich lebe
- 1955: Roman einer Siebzehnjährigen (auch Drehbuch, Darsteller)
- 1956: Die goldene Brücke
- 1956: … wie einst Lili Marleen
- 1957: Jede Nacht in einem anderen Bett
- 1957: Von allen geliebt
- 1958: … und nichts als die Wahrheit (nur Darsteller)
- 1959: Menschen im Netz (nur Darsteller)
- 1960: Der Jugendrichter
- 1961: Ihr schönster Tag
- 1962: Bedaure, falsch verbunden
- 1965: Der Kardinal von Spanien (Fernsehfilm) (nur Darsteller)
- 1965: Bernhard Lichtenberg (nur Darsteller)
- 1967: Paarungen (nur Darsteller)
- 1968: Ein Mann namens Harry Brent (nur Darsteller)
- 1969: Die Ratten (nur Darsteller)
- 1971: Tatort: Kressin und der tote Mann im Fleet (TV-Reihe), (nur Darsteller)
- 1972: Tatort: Kressin und der Mann mit dem gelben Koffer (TV-Reihe), (nur Darsteller)
- 1972: Verdacht gegen Barry Croft (Fernsehfilm)
- 1973: Oh Jonathan – oh Jonathan! (nur Darsteller)
- 1975: Taxi 4012 (nur Drehbuch)

## Filmdokumentationen
- Die Verhoevens. Dokumentarfilm von Felix Moeller, Deutschland 2003, 75 Minuten

## Namensgeber für Straße
Nach Paul Verhoeven wurde 1981 in München im Stadtteil Neuperlach (Stadtbezirk 16 – Ramersdorf-Perlach) die Verhoevenstraße benannt. Lageplan